# Матийо I Елзаски
Матийо I Елзаски (на френски: Mathieu d'Alsace; * 1137; † 25 юли 1173, Нормандия) е граф на Булон (Jure uxoris 1159 – 1160) от 1159 до 1173 г. Той е основател на град Кале.

## Живот
Той е вторият син на Дитрих Елзаски (1099 – 1168), граф на Фландрия, и на втората му съпруга Сибила Анжуйска (1112 – 1165), дъщеря на крал Фулк Йерусалимски. По-малък брат е на Филип Елзаски, граф на Фландрия.
След смъртта на граф Вилхелм от Булон през 1159 г. Матийо урежда с крал Хенри II Плантагенет от Англия брак със сестрата на умрелия граф, Мария Булонска (* 1136, † 25 юли1182), дъщеря на английския крал Стивън и Матилда Булонска. Тя е абатеса на абатство Ромсей, и той я отвлича оттам, за да се ожени се за нея. Така той става граф на Булон. Бракът не е признат, но те живеят заедно десет години и имат две дъщери.
През декември 1169 г. папа Александър III анулира брака и Мария се оттегля в абатството на Монтрей-сюр-Мер. Папата признава дъщерите им. Матийо запазва собствеността на Графство Булон и през 1170 г. се жени за Елеонора дьо Вермандуа (* 1152, † сл. 1221), дъщеря на граф Рудолф I от Вермандуа и Петронила Аквитанска и сестра на Елизабет (Мабила) дьо Вермандуа, съпругата на брат му. Бракът е бездетен.
Заедно с брат си и крал Луи VII той се съюзява през 1173 г. с младия крал Хенри, за да се бият против неговия баща, Хенри II от Англия. При обсадата на Дринкурт в Нормандия той е ранен от стрела в коляното и умира от раната си няколко дена след превземането на замъка. Наследен е от дъщеря му Ида.

## Деца
- Ида Булонска (* 1160, † 21 април 1216), 1173 графиня на Булон
  - ∞ 1181 за граф Герхард III от Гелдерн († 1181)
  - ∞ 1183 за херцог Бертхолд IV от Церинген († 1186)
  - ∞ 1190 за граф Рено I дьо Дамартен († 1217)
- Матилда Булонска (* 1170, † 1210)
  - ∞ 1179 г. за Хайнрих I Смели, херцог на Брабант и Долна Лотарингия (1165 – 1235)